# U-673
Unterseeboot 673 foi um submarino alemão do Tipo VIIC, pertencente a Kriegsmarine que atuou durante a Segunda Guerra Mundial.
O U-673 esteve em operação entre os anos de 1943 e 1944, realizando neste período 5 patrulhas de guerra, nas quais não afundou nenhuma embarcação aliada.
Afundou às 01h15min do dia 24 de outubro de 1944 ao norte de Stavanger, Noruega, no mar do Norte  após colidir com o U-382. Foi trazido à tona no dia 9 de novembro de 1944 e movido para Stavanger.

## Comandantes
| Comandante               | Data                                        |
| ------------------------ | ------------------------------------------- |
| Kptlt. Gerhard Haelbich  | 8 de maio de 1943 - 14 de agosto de 1943    |
| Oblt. Heinz-Gerd Sauer   | 15 de agosto de 1943 - 31 de julho de 1944  |
| Oblt. Ernst-August Gerke | 1 de agosto de 1944 - 24 de outubro de 1944 |

## Subordinação
Durante o seu tempo de serviço, esteve subordinado às seguintes flotilhas:
| Período                                     | Flotilha                                   |
| ------------------------------------------- | ------------------------------------------ |
| 8 de maio de 1943 - 31 de maio de 1944      | 5. Unterseebootsflottille (treinamento)    |
| 1 de junho de 1944 - 20 de junho de 1944    | 6. Unterseebootsflottille (serviço ativo)  |
| 21 de junho de 1944 - 31 de julho de 1944   | 13. Unterseebootsflottille (serviço ativo) |
| 1 de agosto de 1944 - 24 de outubro de 1944 | 6. Unterseebootsflottille (serviço ativo)  |

## Operações conjuntas de ataque
O U-673 participou das seguinte operações de ataque combinado durante a sua carreira:
- Rudeltaktik Hartmut (23 de fevereiro de 1944 - 28 de fevereiro de 1944)

## Coordenadas
1. ↑  em posição 59° 20' N 5° 35' E